# La veritat oculta (pel·lícula de 2005)
La veritat oculta (títol original: Proof) és una pel·lícula estatunidenca dirigida per John Madden, estrenada el 2005. El guió ha estat escrit per Rebecca Miller basant-se en la peça de teatre Proof de David Auburn. Ha estat doblada al català.

## Argument
Mentre que la comunitat científica considera que l'edat a que ha arribat ha reduït les seves facultats mentals i cognitives, Robert, un gran matemàtic a l'ocàs, descobreix un resultat sobre els nombres primers però no arriba a acabar la demostració de la seva conjectura. La seva filla, Catherine, intenta seguir l'obra del seu pare però, cada vespre el seu fantasma se li apareix i l'encoratja. No obstant això, Catherine té por d'aconseguir-ho perquè creu que la bogeria del seu pare caurà sobre ella.

## Repartiment
- Gwyneth Paltrow: Catherine
- Anthony Hopkins: Robert, pare de Catherine i Claire
- Jake Gyllenhaal: Harold « Hal » Dobbs
- Hope Davis: Claire, germana de Catherine

## Premis i nominacions
- 2005: Nominada al Globus d'Or: Millor actriu dramàtica (Gwyneth Paltrow)
- 2005: Nominada al Lleó d'Or el Festival de Venècia: Millor director

## Crítica
- "Extraordinari thriller sobre assumptes de l'erudició i el cor, sobre la veritable autoria d'una prova matemàtica (...) aconsegueix el to perfecte d'un campus universitari, al mateix temps que aconsegueix comunicar tan fàcilment que no necessites saber gens de matemàtiques per entendre-la. (...) Puntuació: ★★★★ (sobre 4)."[4]
- "David Auburn va guanyar un -merescut- Pulitzer per l'obra teatral 'Proof' (...) les espurnes desapareixen en la versió per a cinema de Madden (...) 'Proof' no ha estat filmada, ha estat embalsamada. (...) Puntuació: ★★ (sobre 4)."[5]
- "Un elegant i intel·ligent drama, d'una classe cada vegada menys freqüent al cinema americà convencional"[6]